# Miljöns bärkraft
Miljöns bärkraft är ett begrepp inom ekologi som beskriver hur många individer ett ekosystem klarar innan det påverkas negativt eller hur mycket resurser som kan användas innan ekosystemet blir negativt påverkat. När det blir för många individer blir förutsättningarna negativa för miljön (det blir mindre mat etc.). Då påverkas även djuren som lever i ekosystemet och dessa går då ner i antal. Då återhämtar sig naturen och sedan kan djuren öka i antal. Om man skulle illustrera detta i ett diagram skulle det se ut som en S-formad tillväxtkurva som hela tiden skiftar mellan den övre och undre gränsen för miljöns bärkraft. På så sätt ökar till exempel jordens befolkning.